# Hârtibaciu Sud - Est
Hârtibaciu Sud - Est este un sit de importanță comunitară (SCI) desemnat în scopul protejării biodiversității și menținerii într-o stare de conservare favorabilă a florei spontane și faunei sălbatice, precum și a habitatelor naturale de interes comunitar aflate în arealul zonei protejate. Acesta este situat în sud-estul Transilvaniei, pe teritoriul județului Brașov.

## Localizare
Aria naturală se întinde în partea central-nordică a județului Brașov, pe teritoriile administrative ale comunelor: Comăna, Hoghiz, Homorod, Jibert, Mândra, Părău, Racoș, Șercaia, Șoarș, Ticuș și Ungra și pe cel al orașului Rupea, în imediata apropiere de drumul național DN13, care leagă municipiul Brașov de Sighișoara.

## Înființare
Zona a fost declarată sit de importanță comunitară prin Ordinul nr. 2.387 din 29 septembrie 2011 (pentru modificarea Ordinului ministrului mediului și dezvoltării durabile nr. 1.964/2007 privind instituirea regimului de arie naturală protejată a siturilor de importanță comunitară, ca parte integrantă a rețelei ecologice europene Natura 2000 în România) și se întinde pe o suprafață de 25.830,6  hectare. 
Situl include rezervația naturală Cotul Turzunului, o zonă umedă (mlaștini turboase eutrofe dezvoltate pe strate de nisipuri și bogată în vegetație) aflată în lunca Oltului, care adăpostește și asigură condiții de cuibărire, hrană și viețuire pentru mai multe specii de păsări aflate pe traseul transilvan, în migrația lor prin Europa.
Aria naturală reprezintă o zonă (râuri, lacuri, păduri de foioase, păduri în tranziție, pășuni, mlaștini, turbării, terenuri arabile cultivate și pajiști) încadrată în bioregiunea continentală a Podișului Hârtibaciului (subunitate geomorfologică a Podișului Târnavelor, ce aparține Depresiunii colinare a Transilvaniei) și a bazinului mijlociu al Oltului. Situl este fragmentat de cursurile mai multor râuri, printre care cele mai importante aparțin bazinelor hidrografice ale Ticușului (cu afluentul de stânga râul Mălei) și Homorodului (cu afluenții Homorodul Mic, Zeifăn, Homorodul Mare și Valea Mare).

## Biodiversitate
Situl prezintă o arie naturală cu patru tipuri de habitate (Păduri dacice de stejar și carpen, Păduri de stejar cu carpen de tip Galio-Carpinetum, Păduri de fag de tip Asperulo-Fagetum și Vegetație de silvostepă eurosiberiană cu Quercus spp.) ce adăpostesc și conservă o gamă floristică și faunistică diversă, exprimată atât la nivel de specii cât și la nivel de ecosisteme terestre.

### Faună
La baza desemnării sitului se află mai multe specii faunistice  enumerate în anexa I-a a Directivei Consiliului European 92/43/CE din 21 mai 1992 (privind conservarea habitatelor naturale și a speciilor de faună și floră sălbatică) sau aflate pe lista roșie a IUCN; printre care zece mamifere cu specii de: urs brun (Ursus arctos), lup cenușiu (Canis lupus), vidră de râu (Lutra lutra), breb (Castor fiber), liliacul comun (Myotis myotis), liliacul mare cu potcoavă (Rhinolophus ferrumequinum), liliacul mic cu potcoavă (Rhinolophus hipposideros), liliacul cu urechi mari (Myotis bechsteinii), liliacul cu urechi late (Barbastella barbastellus) și liliacul cu urechi de șoarece (Myotis blythii); broasca țestoasă de baltă (o reptilă din specia Emys orbicularis), patru amfibieni: buhaiul-de-baltă-cu-burta-roșie (Bombina bombina), ivorașul-cu-burta-galbenă (Bombina variegata), tritonul cu creastă (Triturus cristatus) și tritonul comun transilvănean (Triturus vulgaris ampelensis); și rădașca (un coleopter din specia Lucanus cervus).   
Specii de păsări (migratoare, de pasaj sau sedentare) întâlnite în arealul sitului: rață fluierătoare (Anas penelope), rață cârâietoare (Anas querquedula), rață mare (Anas platyrhynchos), rață mică (Anas crecca), rață-sulițar (Anas acuta), gârliță mare (Anser albifrons), sitarul de pădure (Scolopax rusticola), becațină (Gallinago gallinago), ciuf-de-pădure (Asio otus), șorecar comun (Buteo buteo), cucuvea (Athene noctua), pupăză (Upupa epops), mierlă (Turdus merula), măcăleandru (Etithacus rublecula), dumbrăveancă (Coracias garrulus), sfrâncioc (Lanius excubitor), porumbel de scorbură (Columba oenas), cristei-de-câmp (Crex crex), cuc (Cuculus canorus), ciocănitoarea de grădină (Dendrocopos syriacus), ciocănitoare cu spate alb (Dendrocopos leucotos), ciocănitoare neagră (Dryocopus martius), presură bărboasă (Emberiza cirlus), presură de stuf (Emberiza schoeniclus), corcodel-urechiat (Podiceps auritus), cristeț pestriț (Porzana porzana), brumăriță de pădure (Prunella modularis), silvie cu cap negru (Sylvia atricapilla) sau silvie de câmpie (Sylvia communis).

### Floră
Flora sitului are în componență o gamă diversă de arbori, arbusti, ierburi și flori specifice zonei depresionare a Transilvabiei. 

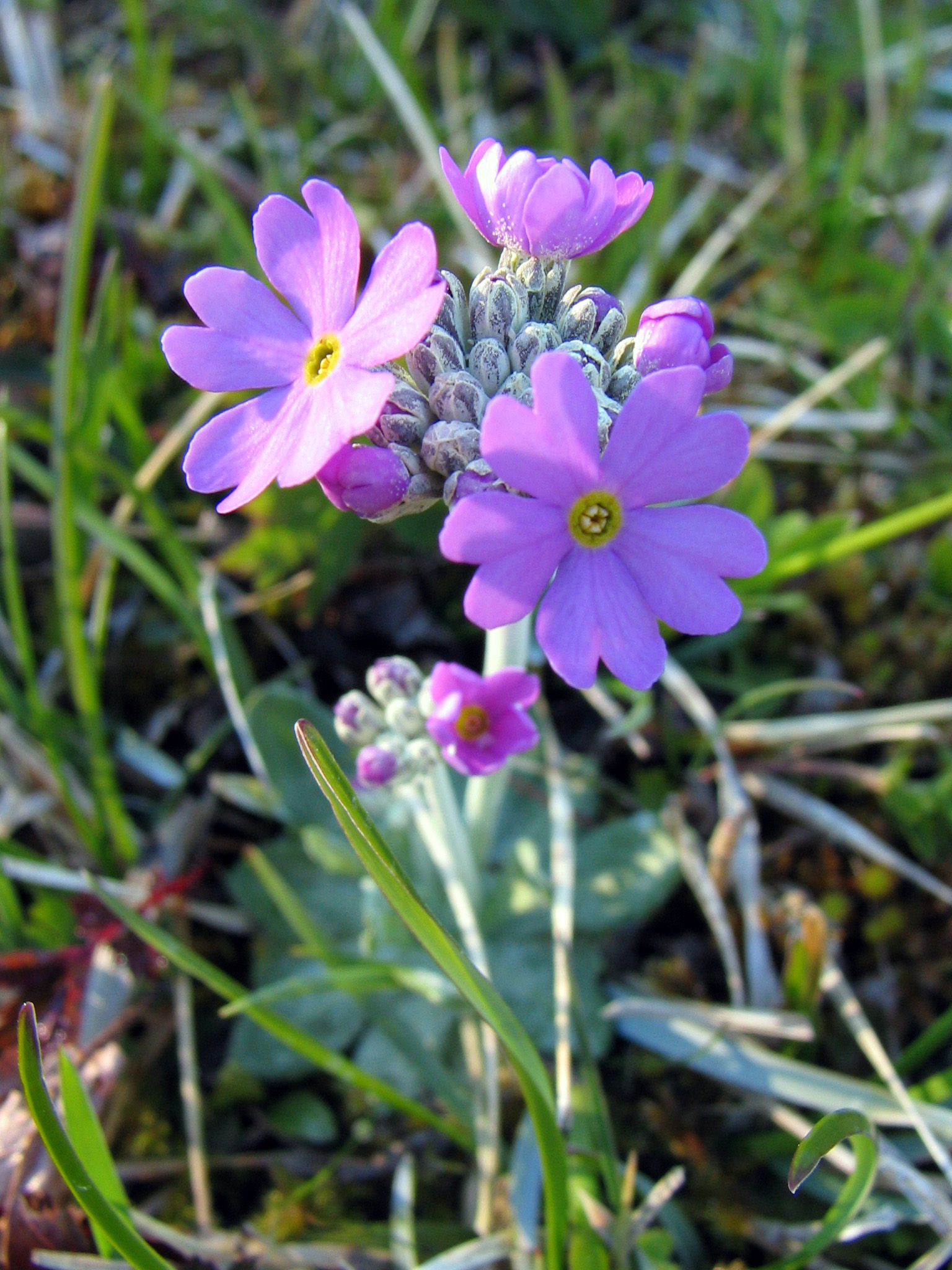
Ochii-broaştei (Primula farinosa)

Arborii sunt prezenți cu specii de: stejar (Qurecus robur), fag (Fagus sylvatica), molid (Picea abies),  carpen (Carpinus betulus), frasin (cu specii de Fraxinus augustifolia și Fraxinus excelsior), ulm-de-câmp (Ulmus minor), velniș (Ulmus laevis), arin (Alnus glutinosa), răchită (Salix L.), măceș (Rosa canina) sau mur (Robus fruticosus).
La nivelul ierburilor vegetează rarități floristice; printre care: gențiana mov (Swertia perennis), ligularia (Ligularia sibirica), ochii-broaștei (Primula farinosa), coada-iepurelui (Sesleria coeruleans), coada-vulpii (Alopecurus pratensis), buhai (Listera ovata), bulbuc de munte (Trollius europaeus), iarba-viperei (Scorzonera humilis), pușca-dracului (Phyteuma tetramerum), taulă (Spiraea salicifolia), untul-vacii (Orchis mario), gălbinele (Lysimachia punctata) sau orhidee albă (Dactylorhiza sambucina) sau stupiniță (Platanthera bifolia). 
În apropierea cursurilor de apă și în zonele mlăștinoase sunt întâlnite plante cu specii de roua cerului (specia Drossera angelica), iarbă-albastră (Molinia caerulea), trestioară (Calamagrostis nejglecta), ghințură (din speciile Gentiana pneumonanthe și Gentiana ciliata), otrățel (Utricularia vulgaris) sau Triaphorum latifolium.

## Căi de acces
- Drumul național DN13 pe ruta: București - Ploiești - Sinaia - Predeal - Brașov - DN13 - Feldioara - Măieruș - Rupea.

## Monumente și atracții turistice
În vecinătatea sitului se află numeroase obiective de interes istoric, cultural și turistic; astfel:
- Biserica de lemn din Cuciulata cu hramul „Cuvioasa Paraschiva”, construcție secolul al XVIII-lea, monument istoric.
- Biserica ortodoxă din Cuciulata, construcție 1794, monument istoric.
- Biserica unitariană fortificată din Racoș construită între anii 1791-1797, monument istoric.
- Biserica ortodoxă „Adormirea Maicii Domnului” din Comăna de Sus, construcție secolul al XVIII-lea, monument de arhitectură.

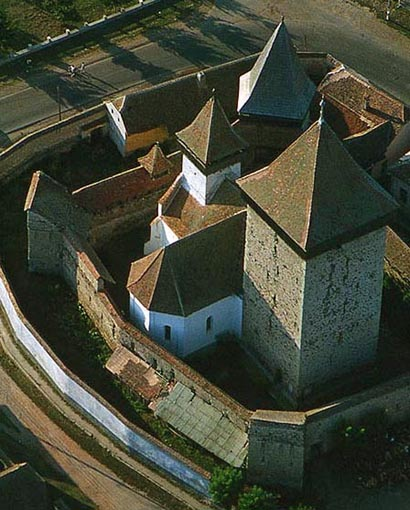
Biserica fortificată din Homorod

- Biserica fortificată din Homorod, construcție secolul al XII-lea, monument de arhitectură.
- Biserica fortificată din Mercheașa, construcție secolul al XII-lea, monument de arhitectură.
- Biserica fortificată din Dacia, construcție 1500, monument de arhitectură.
- Biserica evanghelică-luterană fortificată din Hălmeag, construcție secolul al XIII-lea, monument istoric.
- Biserica evanghelică din Șercaia, construcție 1868 - 1875, monument istoric.
- Biserica fortificată din Felmer, construcție secolul al XIII-lea, monument istoric.
- Biserica evanghelică fortificată din Bărcuț, construcție secolul al XV-lea, monument istoric.
- Biserica evanghelică din satul Rodbav, construcție secolul al XIII-lea, monument istoric.
- Biserica evanghelică fortificată din Seliștat, construcție secolul al XIV-lea, monument istoric.
- Cetatea sătească și biserica evanghelică fortificată de la Ungra, construcție sec. XVI - XVIII, monument istoric.
- Ansamblul castelului Haller din Hoghiz, construcție sec. XVI - XIX, monument istoric.
- Biserica fortificată din Fișer, construcție sec. XV - XVI, monument istoric.
- Cetatea Rupea, construcție sec. XIV - XVII, monument istoric.
- Castelul Guthman - Valenta din Hoghiz, construcție 1553, sec. XVIII, monument istoric.
- Castelul Sükōsd - Bethlen de la Racoș, construcție secolul al XVII-lea, monument istoric.
- Casa memorială „Aron Pumnul” (cărturar, lingvist, filolog și istoric literar) din satul Cuciulata.
- Situl arheologic (punct "La Cetate") de la Crizbav (Ruinele cetății Heldenburg - sec. XII - XIII, Epoca medievală; Așezare hallstattiană - sec. XI - IX a. Chr., Hallstatt; Fortificație dacică - sec. V a. Chr.-I p. Chr., Latène).
- Situl arheologic (punct " Pleșița Pietroasă") de la Cuciulata (așezări atribuite perioadelor istorice a epocii bronzului, sec. III a. Chr.-I p. Chr., Latène).
- Situl arheologic (punct "La Cetate") de la Hoghiz (așezare romană/sec. II - III p. Chr., Epoca romană; castru roman/sec. II - III p. Chr., Epoca romană; așezare dacică/sec. II a. Chr.-I p. Chr., Latène).
- Ariile protejate: Coloanele de bazalt de la Racoș, Cheile Dopca, Pădurea Bogății (rezervație naturală de tip geologic, floristic și faunistic), Pădurea Bogata (sit SPA), Vulcanii Noroioși de la Băile Homorod, Pădurea de gorun și stejar de la Dosul Fânațului (sit SCI), Complexul Geologic Racoșul de Jos, Coloanele de bazalt de la Piatra Cioplită, Locul fosilifer Carhaga, Microcanionul în bazalt de la Hoghiz, Poienile cu narcise din Dumbrava Vadului, Peștera Comăna, Stânca bazaltică de la Rupea.